# Danserindens Hævn (film fra 1916)
 Ikke at forveksle med Danserindens Hævn (film fra 1923).
Danserindens Hævn er en dansk stumfilm fra 1916, der er instrueret af Holger-Madsen efter manuskript af Harriet Bloch.

## Handling
Balletdanserinden Ilse er hemmeligt forlovet i sin danselærer, Edvin, men mister i kådhed sit arbejde og faderen billiger ikke ægteskabet. Det fører til flere år i fattigdom og sygdom.

## Medvirkende
- Ebba Thomsen - Ilse Canté, model og balletdanserinde
- Carlo Wieth - Edvin Sparre, kunstmaler
- Peter Fjelstrup - Godsejer Sparre, Edvins far
- Svend Melsing - En ung mediciner
- Peter Jørgensen
- Agnes Lorentzen